# 大垣城の戦い
大垣城の戦い（おおがきじょうのたたかい）は、関ヶ原の戦いに伴って発生した攻城戦の一つ。西軍が本拠地としていた大垣城を主力が関ヶ原へ移動した後に東軍の部隊が攻撃したことで発生した。

## 経緯
大垣城に駐留していた西軍は9月14日夜、大垣城に守備兵として福原長堯以下7,500名を配置して主力を関ヶ原へ移動した。
本丸は福原長堯、熊谷直盛、二の丸は垣見一直、木村由信、木村豊統、相良頼房、三の丸は秋月種長、高橋元種らが受け持った。また、守備に携わる武将の中に山田去暦がおり、その娘おあんが残したおあむ物語がこの戦いの城内の様子を描いたものとして残っている。
9月15日払暁に水野勝成、松平康長、西尾光教、津軽為信ら東軍が三の丸に攻撃を開始。三の丸はその日のうちに陥落したと思われる。また、関ヶ原の戦いもこの日で決着がついたので大垣城は敵地に取り残されることとなる。
9月16日夜に相良頼房、秋月種長、高橋元種が水野勝成との交渉によって東軍に寝返り、9月18日に守将の垣見一直、木村由信、木村豊統、熊谷直盛らを軍議を名目に呼び出し謀殺し、大垣城の主だった武将は福原長堯のみとなった。
福原長堯は二の丸が陥落した後も抗戦を続けたが徳川家康の使者の説得により9月23日に松平康長に降伏を申し入れ、開城した。
福原長堯は剃髪後に伊勢朝熊山にこもるが許されず後に切腹した。